# パレ・オムニスポール・マルセイユ・グランデスト
パレ・オムニスポール・マルセイユ・グランデスト（Palais omnisports Marseille Grand Est）は、フランス・マルセイユに存在する複合型スポーツ施設。

## 概要
本施設は2006年に建築が計画され、2007年に工事が着工、2009年12月11日に開業した。
本施設は、フランスでも有数のスケートパークとして知られており、アイススケートからローラースケート、スケートボードまで楽しむことが可能である。
- アイストラック - 3,200m（屋内スピードスケート）
- スライドトラック - 3,500m（スケートボード）

また、フランスのアイスホッケーチームであるマルセイユ・ホッケークラブのフランチャイズ・アリーナでもある。
その他にも各種のスポーツ大会を開催することもあり、特に2016年はフィギュアスケートのISUグランプリファイナルの開催会場となった。